# Giovanni Maria Flick
Giovanni Maria Flick (ur. 7 listopada 1940 w Cirié) – włoski prawnik, profesor, w latach 1996–1998 minister sprawiedliwości, od 2008 do 2009 prezes Sądu Konstytucyjnego.

## Życiorys
W 1962 ukończył studia prawnicze na Katolickim Uniwersytecie Najświętszego Serca w Mediolanie. Zajął się następnie pracą akademicką jako wykładowca prawa karnego. Pracował na macierzystej uczelni oraz na uniwersytetach w Mesynie, Perugii i Rymie, od 1978 na stanowiskach profesora zwyczajnego. Jednocześnie od 1964 do 1975 był urzędnikiem śledczym, a w 1976 rozpoczął prywatną praktykę adwokacką.
Od 17 maja 1996 do 21 października 1998 zajmował stanowisko ministra sprawiedliwości w rządzie, na czele którego stał Romano Prodi. 14 lutego 2000 powołany w skład Sądu Konstytucyjnego, od listopada 2005 był wiceprezesem, a od listopada 2008 do lutego 2009 pełnił funkcję jego prezesa. W 2013 wsparł powstanie Centrum Demokratycznego.

## Odznaczenia
- Krzyż Wielki Orderu Zasługi Republiki Włoskiej – 1998[5]